# Jean-Louis Bruguès

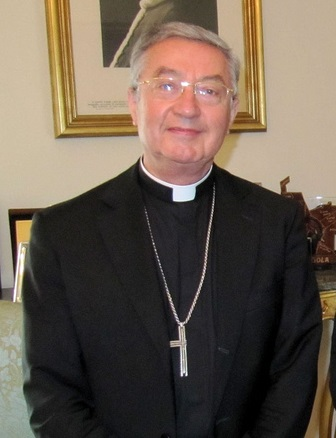
Erzbischof Jean-Louis Bruguès OP (2013)

Erzbischofswappen

Jean-Louis Bruguès OP (* 22. November 1943 in Bagnères-de-Bigorre, Département Hautes-Pyrénées, Frankreich) ist ein französischer Ordensgeistlicher und emeritierter Kurienerzbischof der römisch-katholischen Kirche.

## Leben
Jean-Louis Bruguès legte am 29. September 1969 die Profess ab und empfing am 22. Juni 1975 die Priesterweihe. Er war von 1976 bis 1997 Professor der Moraltheologie am Katholischen Institut in Toulouse und von 1997 bis 2000 an der Universität Fribourg. Er war Mitglied der Internationalen Theologenkommission in Rom von 1986 bis 2004.
Am 20. März 2000 wurde er von Papst Johannes Paul II. zum Bischof von Angers ernannt. Die Bischofsweihe spendete ihm Pierre Kardinal Eyt, Erzbischof von Bordeaux; Mitkonsekratoren waren sein Amtsvorgänger Bischof Jean Orchampt und der Erzbischof von Rennes, François Saint-Macary. 2002 wurde er Vorsitzender der Kommission der Katholischen Kirche für die Glaubenslehre in Frankreich.
Papst Benedikt XVI. ernannte ihn am 10. November 2007 zum Kurienerzbischof und Sekretär der Kongregation für das katholische Bildungswesen. 2012 wurde er von Papst Benedikt XVI. in Nachfolge von Kurienkardinal Raffaele Farina zum vatikanischen Archivar und Bibliothekar ernannt.
Papst Franziskus nahm am 26. Juni 2018 sein Rücktrittsgesuch von diesen Ämtern an.

## Schriften
- Dictionnaire de Morale Catholique. CLD, 1991, rev. 1996
- Précis de Théologie Morale Générale. Mame, 1995 (Band 1), 2002 (Band 2)